# 32006 Hallisey
32006 Hallisey este un asteroid din centura principală de asteroizi.

## Descriere
32006 Hallisey este un asteroid din centura principală de asteroizi. A fost descoperit pe 29 aprilie 2000 la Socorro, New Mexico, în cadrul proiectului LINEAR. Asteroidul prezintă o orbită caracterizată de o semiaxă mare de 2,34 ua, o excentricitate de 0,11 și o înclinație de 6,3° în raport cu ecliptica.